# 曹洞宗大本山臺灣別院鐘樓
25°02′22″N 121°31′19″E / 25.0393569°N 121.522040°E
曹洞宗大本山臺灣別院鐘樓，位於臺灣臺北市中正區東門里、台北市青少年育樂中心旁，為曹洞宗兩大本山永平寺、總持寺在台北之別院的殘餘建築，今屬於東和禪寺所有，列為市定古蹟。

## 建築特色

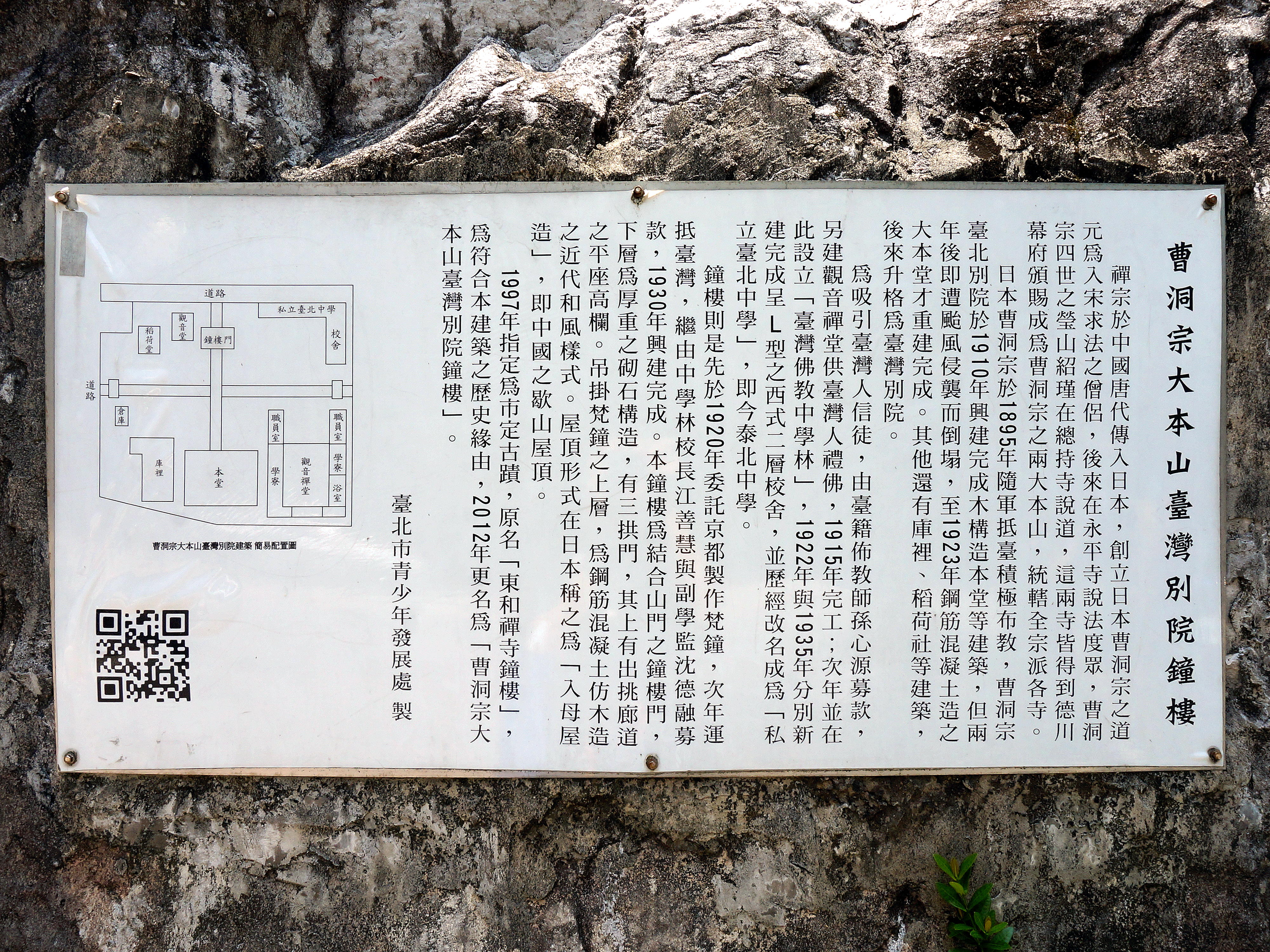
解說牌

曹洞宗大本山台北別院鐘樓為1926年興建，面積約廿五坪，1930年4月落成。上方鐘樓係江户时代式樣，屋頂為單簷式歇山並鋪日式黑瓦與鬼瓦。二樓的牆原為木造結構，緣廊邊有出挑平座欄杆。裡面的銅鐘銘有「曹洞宗 大本山 台灣別院」，為京都市梵鐘名家高橋才治郎在1920年鑄造，與南屯萬和宮銅鐘出自同一人。下方一樓相當於寺坊的山門，採鋼筋混凝土結構，造型為安土桃山时代式樣建築，用粗面石塊闢拱門出入。

## 歷史

### 戰後時期
戰後時期，隨中華民國政府遷台的外省人住在曹洞宗大本山台北別院。1950年代，因臺北市區人口膨脹，此鐘樓被改造出租居住、還有人願意出價新臺幣萬元賣下，讓路過的何凡感到稀奇。依1957年《日刊工業新聞》台灣特派員茂野統一所拍鐘樓照片，外面已有大量建築，此時的鐘樓木造結構大致完好，隨後二十年就逐漸腐爛破損。
一些經過林森南路和仁愛路交叉口的路人，會以為這鐘樓是臺北城的城門。對會來附近吃飯的臺大醫院醫師和臺大醫學院學生說，映襯在違建中的鐘樓看起來挺像《龍門客棧》裡大漠的龍門客棧。附近有山東老兵姜志民所開設的水餃店，名字正為「龍門客棧」。
後來，鐘樓被充當東和禪寺的靈骨塔。立法委員洪炎秋在1972年預寫的遺囑，還特地寫上他的骨灰不要置在此寺。

### 列為文資
1986年，台北市政府教育局於民國七十七年度會計年度編列新台幣十億元預算，計畫於仁愛路與林森北路口興建一幢十層樓高的臺北市青少年育樂中心（今臺北市青少年發展暨家庭教育中心），委託淡江大學建築系規劃設計。淡江大學建築系教授陳信樟在規劃報告中結論是此鐘樓現況為破舊，並無保留之價值，且土地產權為公有地，應收回供公眾使用，建議拆除。1991年11月17日，台北市政府祕書長莊志英表示，鐘樓不符合古蹟「年代久遠」的要求標準，無保存必要。
1992年10月，台北市古風史蹟協會理事長張璨文投書《民生報》，表示今日在臺灣的日本佛寺多已不存原貌，如真言宗的弘法寺變為臺北天后宮、東本願寺不留片甲，唯有這座鐘樓尚保留原貌，著實彌足珍貴，建議台北市政府保留。繼樂山文教基金會發起挽救迪化街簽名運動後，古風史蹟協會也發起東和禪寺護寺運動，選定該年10月27日晚上在國立臺灣大學法律學院大禮堂舉行專題演講。當晚，李乾朗在以「穿過東門的歷史建築——找回失落的東門町」為題演講中，建議政府把臺北府城東門、黃氏節孝坊、台北賓館、台大醫院、中國國民黨中央委員會舊廈、台大醫學院、臺灣總督府中央研究所、濟南基督長老教會、東和禪寺等九個地方，作為東門町文化指標。姜志民的妻子對這個被冠以「日寇遺物」作拆除理由的鐘樓，她的看法是因好看而希望保留下來。
1992年11月4日，古風史蹟協會召開座談會，夏鑄九主持，與會的王鎮華、李乾朗等建築學者支持鐘樓原地保存為優先選擇，立法委員謝長廷、台北市議員賁馨儀、台北市議員顏錦福也站在不應拆除的立場，而且表示將在臺北市議會督促市府詳加重新規劃，不應妄自拆毀歷史建築。臺北市青少年育樂中心籌備處主任朱錫五表示，由於東和禪寺未被內政部列為古蹟，遂決定不予保留，加上育樂中心建地太小，無法把鐘樓、大殿納入規畫，否則景觀不協調。台灣省政府住宅及都市發展局建築處處長薛琴回應，古蹟應以原地保存為優先，否則會失去歷史文化與地理的屬性。王鎮華認為，新舊建築物相毗鄰，全賴設計水準，堅持景觀會不協調是無稽之談。李乾朗提出幾項未來發展的建議，包括改為佛教文物展示館、併入育樂中心、拓展領空權等。內政部和文建會代表聽取專家學者意見後，同意將促請北市府盡速申報列為古蹟的手續；為搶時效，不排除以專案辦理。
1994年6月3日，臺北市政府民政局開會決議將石牌漢番界碑、東和禪寺鐘樓、臺灣大學校門、臺師大行政大樓提報為三級古蹟，但臺北市政府衛生局舊址、中山堂國父銅像基座則被摒除在古蹟之外。1997年7月29日，市府召開市政會議，通過將寶藏巖、東和禪寺鐘樓和紫藤廬列為台北市第一批市定古蹟。
2001年2月21日，臺北市議員李新、立委朱惠良會勘鐘樓，要求市府一個月內提出鐘樓的具體維護作法。

### 修復完成

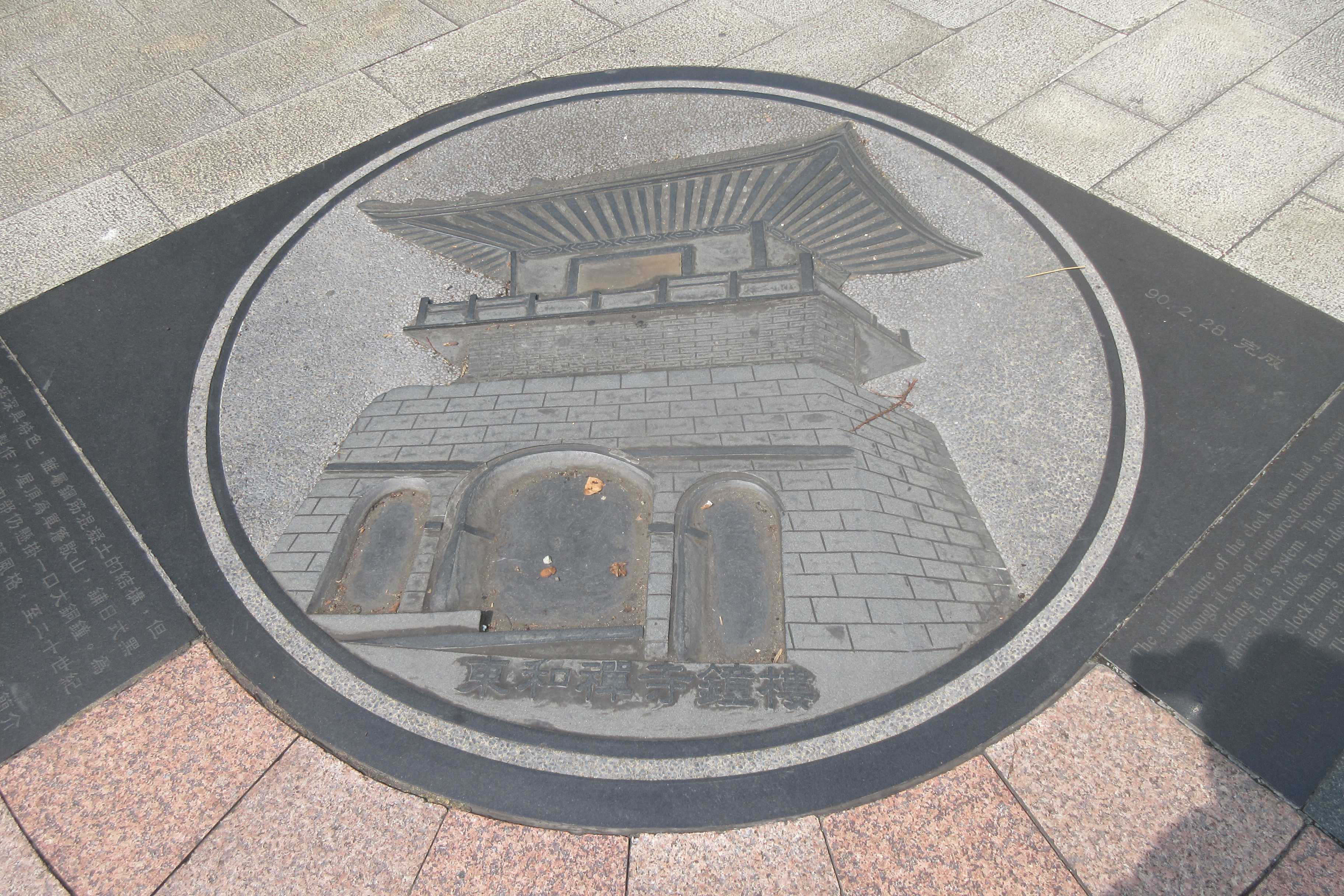
萬華區忠孝西路二段與中華路一段口人行道的曹洞宗大本山臺灣別院鐘樓圓形浮雕。

2006年修復完成，於7月21日正式開放，臺北市市長馬英九與延平中學高中部三年級學生盧時聖一同敲下古鐘。2011年8月23日，臺北市市長郝龍斌率臺北市政府民政局局長黃呂錦茹、臺北市政府文化局副局長陳冠甫等人來鐘樓敲響鐘為東日本大震災海嘯亡者與八二三炮戰烈士祝禱，之後郝龍斌進入寺內誦經、上香。
2012年4月18日，臺北市議員林瑞圖受泰北中學校友請託，要求鐘樓名稱應恢復原寺名，而非後來冠上的「東和禪寺」。文化局局長劉維公答應。